# اچ‌ام‌سی‌اس لورنتیان
اچ‌ام‌سی‌اس لورنتیان (به انگلیسی: HMCS Laurentian) یک کشتی بود که طول آن ۱۴۹ فوت (۴۵ متر) بود. این کشتی در سال ۱۹۱۷ ساخته شد.